# Hanul lui Almayer
Hanul lui Almayer (titlul original în engleză Almayer's Folly) este primul roman al scriitorului englez de origine poloneză Joseph Conrad, publicat pentru prima dată în anul 1895. Romanul a mai fost tradus în limba română cu titlurile Palatul lui Almayer și Trăsnaia lui Almayer.

## Sinopsis
Autorul a fost inspirat de o persoană care a existat cu adevărat, întâlnită în timpul unei călătorii în India Orientală. Nuvela se centralizează pe viața acestui comerciant olandez, Kaspar Almayer, care visează sa gasească o mină de aur și sa devină foarte bogat. Este de origine Europeană dar e căsătorit cu o femeie din Malaezia, cu care are o fată, Nina. Eșuează să găsească mina de aur și vine acasă întristat. Auzind că britanicii cuceresc rîul „Pantai”, el construiește o casă mare și generoasă aproape de locul unde trăia, cu speranța de a primi țara invadatoare in țara natală. Cu toate acestea, invadarea nu a avut loc, iar casa rămâne neterminată. Unii marinari care treceau numeau casa Nebunia lui Almayer. Acum, protagonistul continuă sa meargă în călătorii lungi, dar eventual se oprește să mai facă acest lucru și stă acasă cu visele sale disperate de bogății și splendoare. Soția sa îl urăște pentru aceasta. 
Într-o zi, Dain Maroola, un prinț malaez, vine la Almayer cu scopul unor afaceri și se îndrăgostește de fiica lui, Nina. Doamna Almayer organiza întîlniri secrete pentru Nina și Dain. Dain pleacă dar promite să se întoarcă pentru a-l ajuta pe Almayer să găsească mina de aur. La întoarcere, Dain se duce direct la Lakamba, un raja malaez, căruia îi spune că a găsit mina de aur. Lakamba îi spune să-l omoare pe Almayer pentru că nu e necesar ca acesta să obțină aurul. În dimineața următoare, un trup neidentificat care purta o brățară la gleznă asemănătoare cu cea al lui Dain, este găsit plutind pe râu. De fapt nu era Dain ci sclavul lui care a murit la răsturnarea unei canoe.
Doamna Almayer plănuia să-l ducă pe Dain afară din țară pentru ca să scape de închisoare. A dus-o și pe Nina departe de tatăl ei, care în acest timp își vărsa amarul în alcool. Când iese din stupoare, o sclavă îi spune încotro a luat-o Nina. Almayer o urmărește și o găsește, dar aceasta nu dorește să-l urmeze pentru a evita insultele societății albe. Cu toate că Kaspar nu o iartă pe Nina, o ajută să scape, ducându-i pe toți la gura de vărsare a râului, de unde o canoe urma să-i salveze de olandezi. Doamna Almayer fuge cu zestrea lui Dain după protecție la raja. Rămas singur, Almayer strică și rupe tot mobilierul oficiului său de acasă, îl plasează în centrul odăii și îi dă foc, împreună cu casa lui, care arde din scoarță. Își petrece restul zilelor în nebunie și începe să fumeze opiu pentru a-și uita fiica. Eventual, sfârșește prin a muri acolo.

## Traduceri în limba româna
- Hanul lui Almayer, Editura «Naționala Ciornei», 1938, 318 pagini
- Hanul lui Almayer, traducere de Jul Giurgea, Ediția a II-a, Editura Universul, 314 pagini
- Hanul lui Almayer, traducere de Jul Giurgea, Editura Mens sana, 1992, 197 pagini
- Palatul lui Almayer, traducere de Petre Solomon, Editura Minerva, Colecția Biblioteca pentru toți, nr. 1031, 1980, 13 x 17 cm, 247 pagini
- Trăsnaia lui Almayer, traducere de Virgil Stanciu, Editura Echinox, Cluj-Napoca, 1992, ISBN: 973-9114-10-5, 184 pagini

## Vezi și
- Joseph Conrad